# رمی کابلا
رمی کابلا (فرانسوی: Rémy Cabella‎؛ زادهٔ ۲۸ اکتبر ۱۹۹۵) بازیکن فوتبال اهل فرانسه است.
از باشگاه‌هایی که در آن بازی کرده‌است می‌توان به مون‌پلیه، نیوکاسل یونایتد، مارسی، سن-اتین و کراسنودار را دارد.
وی همچنین ۴ بازی ملی نیز برای تیم ملی فوتبال فرانسه انجام داده‌است.

## افتخارات
مون‌پلیه
- قهرمان لیگ ۱: ۱۲–۲۰۱۱